# Blair House
Blair House är den amerikanska presidentens officiella gästhus. Det ligger på gatuadressen 1651-1653 Pennsylvania Avenue NW i Washington, DC, mitt emot Old Executive Office Building, i hörnet vid Lafayette Park. Huvudbyggnaden stod färdig 1824.
En polisman från United States Secret Service dödades här 1950 då vederbörande skyddade president Truman från ett mordförsök av puertoricanska extremister.

### Fotnoter
1. ↑  ”Arkiverade kopian”. Arkiverad från originalet den 4 december 2012. https://web.archive.org/web/20101204052104/http://nrhp.focus.nps.gov/natreg/docs/All_Data.html. Läst 3 juni 2012.
2. ↑  ”History”. Blair House. 2005. Arkiverad från originalet den 16 januari 2009. https://web.archive.org/web/20090116135239/http://blairhouse.org/history.html. Läst 4 januari 2009.